# Tusayanidae
Tusayanidae zijn een uitgestorven familie van tweekleppigen uit de orde Modiomorphida.